# Шеппертон

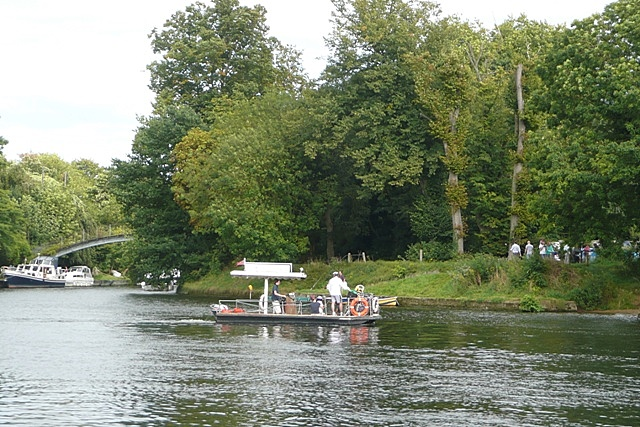
Речной трамвайчик.

Шеппертон (англ. Shepperton) — город в Великобритании. Находится на юге Англии, в округе Шпельтхорн графства Суррей, в непосредственной близости к Большому Лондону, на берегу реки Темза.
Железнодорожная линия соединяет станцию Шеппертона с лондонским вокзалом Ватерлоо. Население города составляет 10 796 человек.
Название города происходит от английского Shepperd’s Town — «Овечий город». Впервые упомянут в Книге страшного суда в записи за 1086 год. В Средневековье находился во владении Вестминстерского аббатства. В период с 1894 по 1930 год входил в графство Миддлсекс.
В Шеппертоне находится одна из крупнейших киностудий Великобритании — «Шеппертон». Здесь были сняты такие фильмы, как «Третий человек» (1949), «Мулен Руж» (1952), «Путь наверх» (1958), «Чужой» (1979), «Ганди» (1982), «Жестокая игра» (1992), «Франкенштейн Мэри Шелли» (1994), «Чат» (2010) и многие другие.